# 中華人民共和國交通標誌
中华人民共和国的道路标志种类繁多。中国的交通标志借鑒了欧洲、美国和日本使用的交通标志。道路标志在国标标准GB 5678-2022中有规定。同时，香港和澳门特别行政区使用的道路标志与中国内地使用的道路标志不同。

## 歷史
中國的交通標誌可以追溯到中華民國大陸時期。中華民國24年（1935年），江蘇、浙江、安徽、南京、上海五省市发布交通标志标准。1955年，中華人民共和國公安部公布了《城市交通规则》，當中共有28种交通标志。1972年，中華人民共和國交通部、中華人民共和國公安部聯合颁布《城市公路交通管理规则》，當中共收錄36种交通标志。1982年，中華人民共和國交通部公路规划设计院编制部颁布《公路标志及路面标线标准》。1983年5月1日，中華人民共和國交通部正式发布实行（JTJ-072-82《公路标志及路面标线标准》）。1986年，国家标准GB5768-1986《道路交通标志和标线》頒布。1999年，国家标准GB5768一1999《道路交通标志和标线》頒布。2009年，国家标准GB5768一2009《道路交通标志和标线》頒布。2022年，国家标准GB5768一2022《道路交通标志和标线》頒布。

## 標誌列表

### 警告标志

十字交叉路口
错位交叉路口
Y字交叉路口
Y字交叉路口
Y字交叉路口
Y字交叉路口
丁字交叉路口
丁字交叉路口
丁字交叉路口
环形交叉路口
向左急弯路
向右急弯路
反向弯路
反向弯路
连续弯路
连续弯路
上陡坡
下陡坡
连续下坡
两侧变窄
右侧变窄
左侧变窄
窄桥
双向交通
注意行人
注意儿童
注意牲畜
注意野生动物（鹿示例）
注意野生动物（大熊猫示例）
注意信号灯
注意左侧落石
注意右侧落石
注意横风
易滑
左侧傍山险路
右侧傍山险路
堤坝路
堤坝路
村庄
隧道
渡口
驼峰桥
路面不平
路面高突
路面低洼
过水路面
有人看守铁路道口
无人看守铁路道口
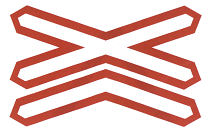
叉形符号（用于多股铁路与道路相交的铁路道口）
注意非机动车
注意残障人士
事故易发路段
慢行
左右绕行
左侧绕行
右侧绕行
注意危险
施工
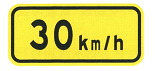
限速（建议速度）
隧道开车灯
注意潮汐车道
注意保持车距
十字平面交叉
丁字平面交叉
注意合流
注意合流
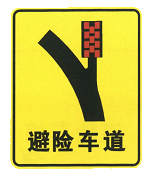
避险车道
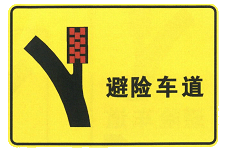
避险车道
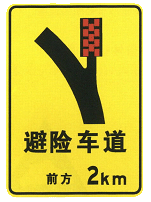
避险车道
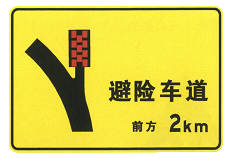
避险车道
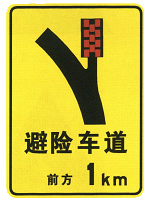
避险车道
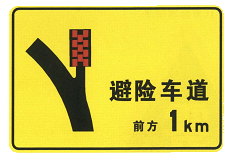
避险车道
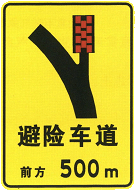
避险车道
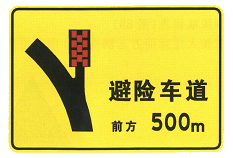
避险车道
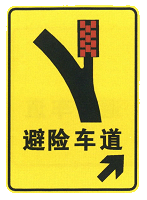
避险车道
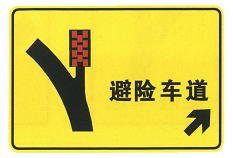
避险车道
注意路面结冰
注意雨（雪）天
注意雾天
注意不利气象条件
注意前方车辆排队

### 禁令标志

停车让行
减速让行
会车让行
禁止通行
禁止驶入
禁止机动车驶入
禁止载货汽车驶入
禁止三轮车驶入
禁止大型客车驶入
禁止小型客车驶入
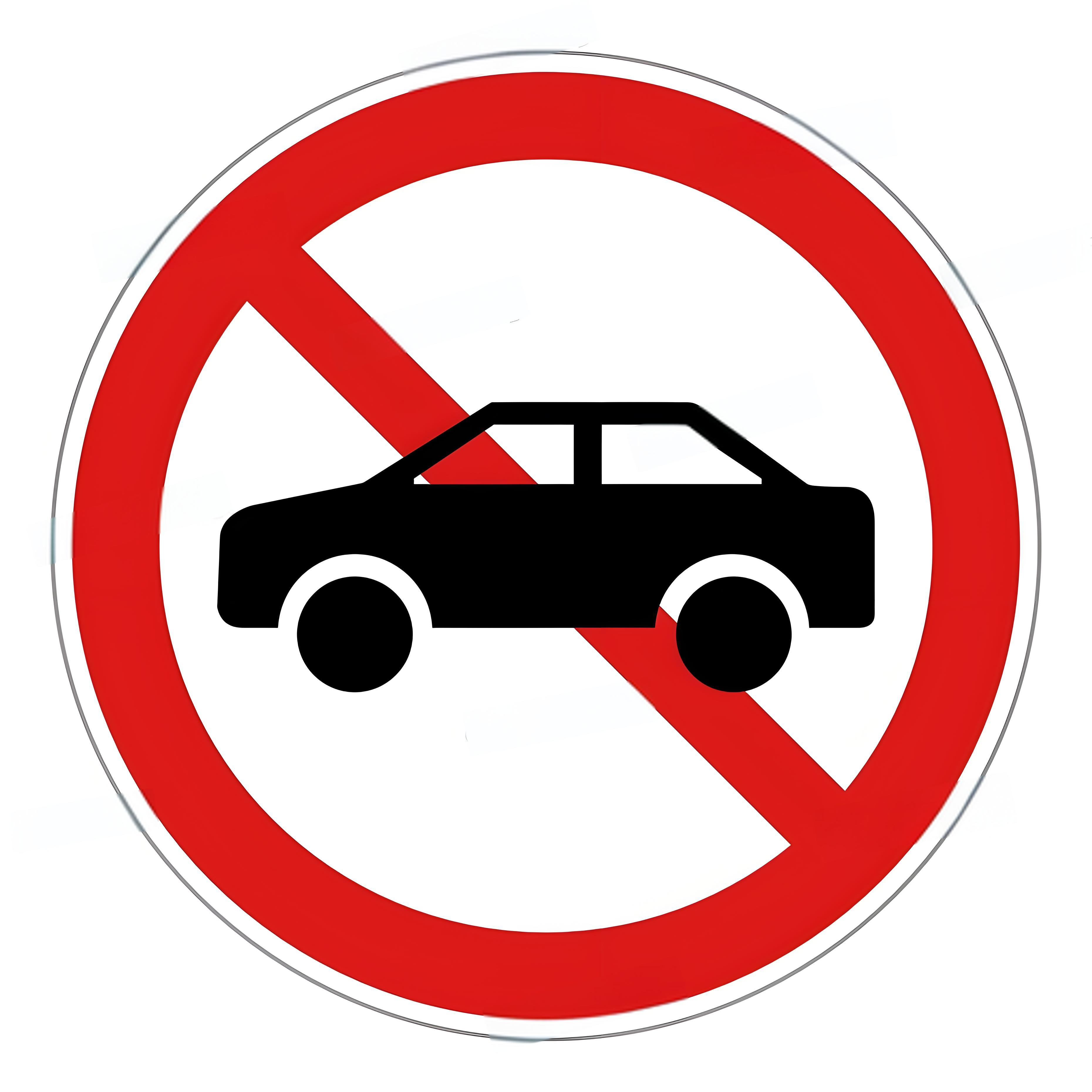
禁止小型载客汽车驶入（新）
禁止挂车、半挂车驶入
禁止拖拉机驶入
禁止三轮汽车、低速货车驶入
禁止摩托车驶入
禁止某两种车驶入（图为拖拉机与货车）
禁止非机动车进入
禁止畜力车进入
禁止人力客运三轮车进入
禁止人力货运三轮车进入
禁止人力车进入
禁止行人进入
禁止左转
禁止载货汽车左转
禁止右转
禁止小客车右转
禁止直行
禁止向左向右转弯
禁止直行与左转
禁止直行与右转
禁止掉头
禁止超车
解除禁止超车
禁止停車
禁止长时停车
禁止鸣笛
限宽（3米示例）
限高（3.5米示例）
限制质量（10吨示例）
限制轴重（10吨示例）
限制速度（40千米/时示例）
解除限制速度（40千米/时示例）
停车检查
禁止运输危险物品车辆驶入
海关出境检查
区域限制速度（30千米/时示例）
区域限制速度解除（30千米/时示例）
区域禁止长时停车
区域禁止长时停车解除
区域禁止停车
区域禁止停车解除

### 車輛標誌

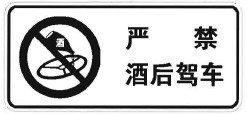
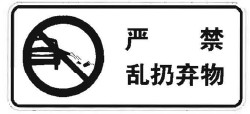
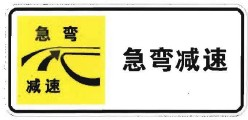
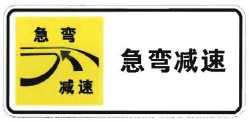
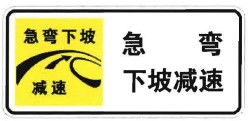
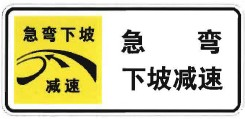
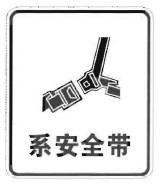
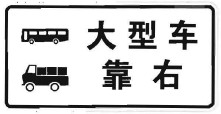
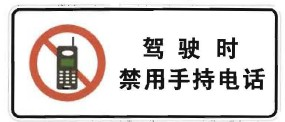

### 指示标志

直行
向左转弯
向右转弯
直行和向左转弯
直行和向右转弯
向左和向右转弯
靠右侧道路行驶
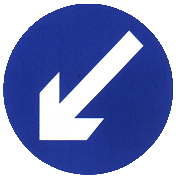
靠左侧道路行驶
立交直行和左转弯行驶
立交直行和右转弯行驶
环岛行驶
单行路（向左或向右）
单行路（直行）
步行
鸣喇叭
最低限速
路口优先通行
会车先行
人形横道
右转车道
左转车道
直行车道
直行与右转合用车道
直行与左转合用车道
掉头车道
掉头和左转合用车道
公交线路专用车道
机动车车道
机动车车道
非机动车行驶
非机动车车道
快速公交系统专用车道
多乘员车辆专用车道
停车位
停车位
停车位
停车位
允许掉头

### 旅游区标志

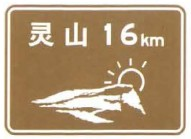
旅游区距离
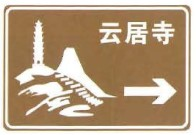
旅游区方向
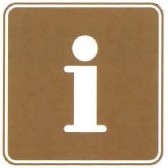
問詢台
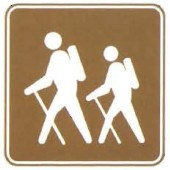
徒步
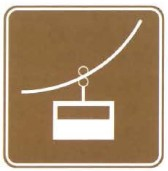
索道
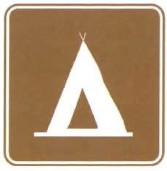
野营地
营火
游戏场
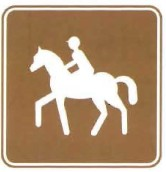
骑马
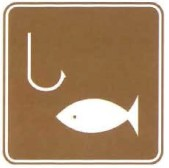
钓鱼
高尔夫球
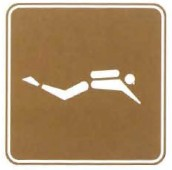
潜水
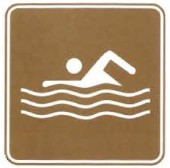
游泳
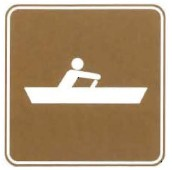
划船
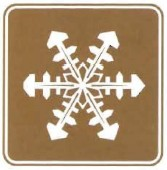
冬季浏览区
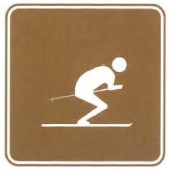
滑雪
滑冰

### 辅助标志

汽車
卡車
貨車和拖拉機
私人專屬
右轉
左轉
學校
事故
塌方區域
教練路線
考試路線

### 指路标志

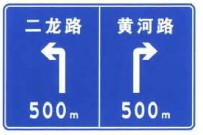
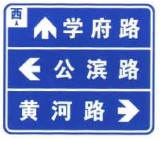
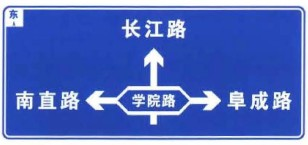
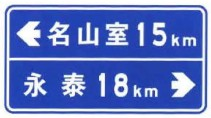
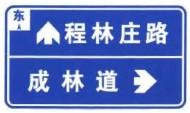
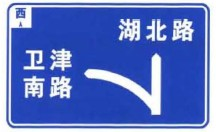
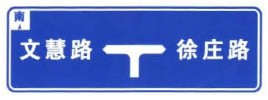
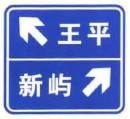
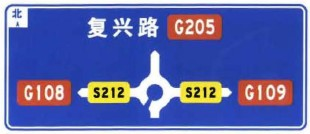
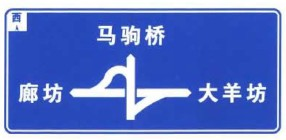
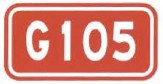
國道
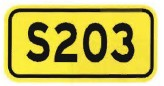
省道
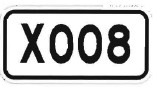
縣道
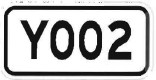
鄉道
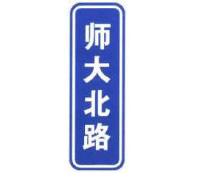
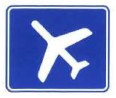
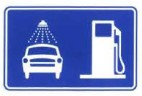
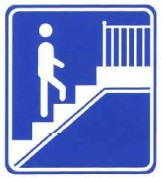
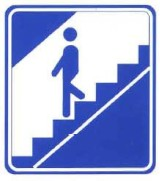
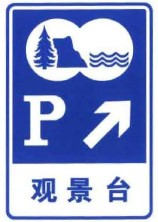
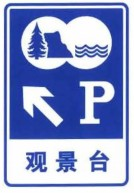
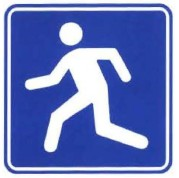
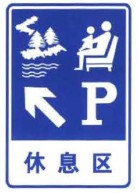
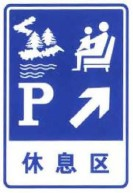
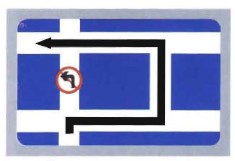
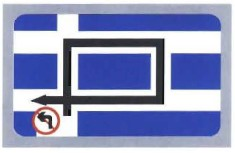
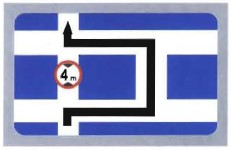
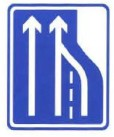
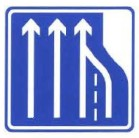
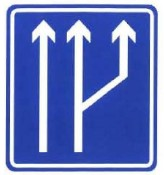
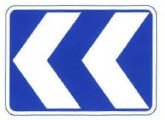
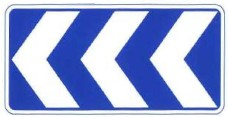
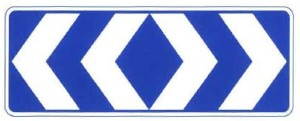
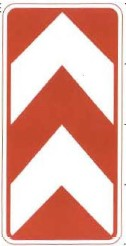
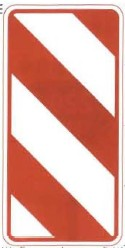
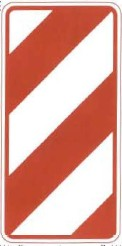
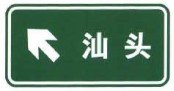
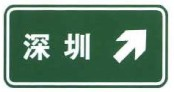
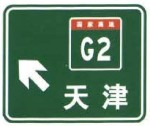
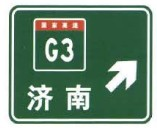
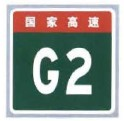
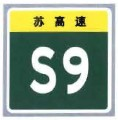
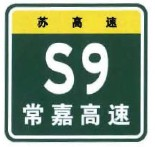
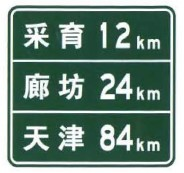
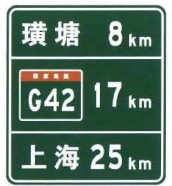
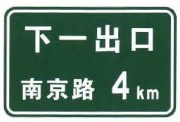
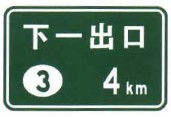
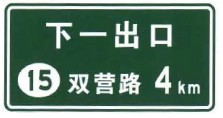
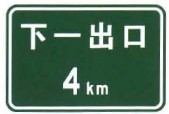
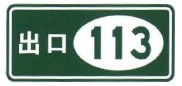
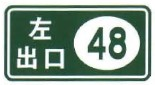
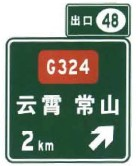
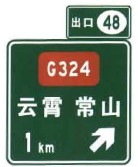
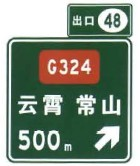
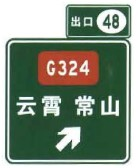
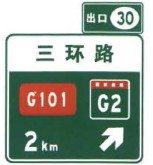
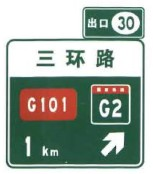
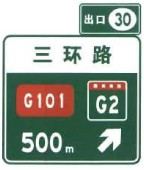
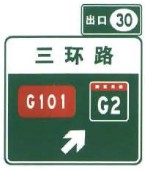
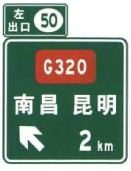
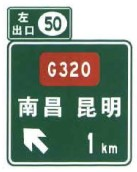
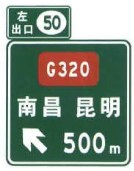
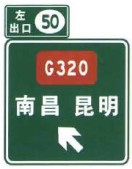
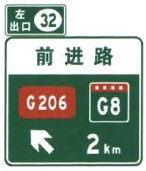
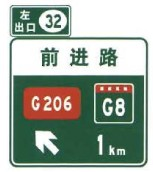
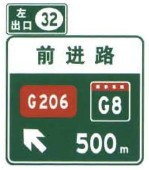
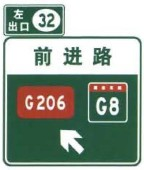
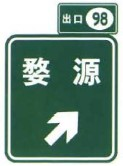
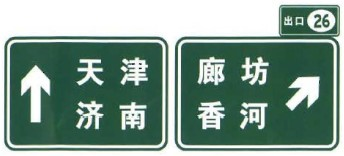
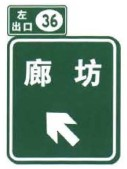
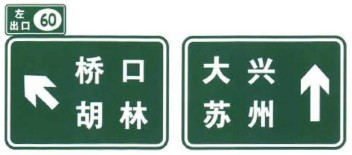
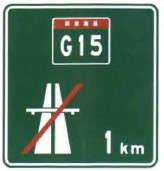
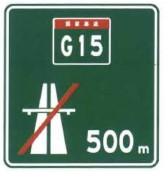
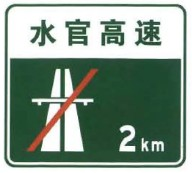
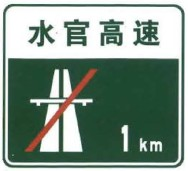
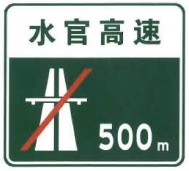
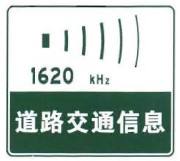
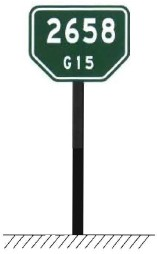
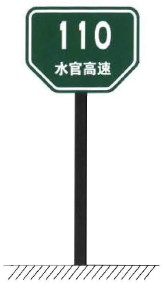
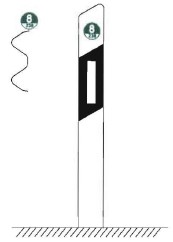
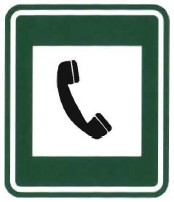
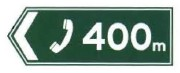
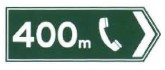
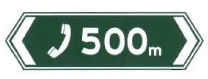
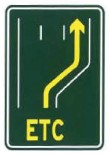
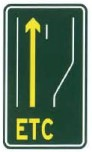
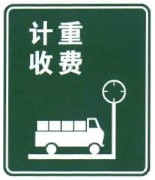
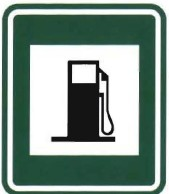
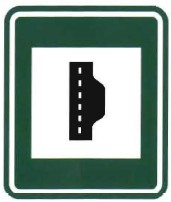
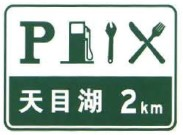
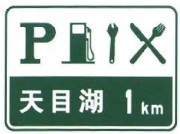
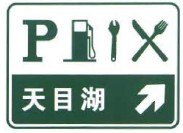
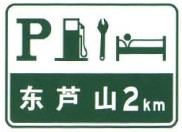
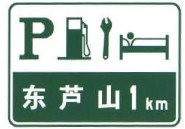
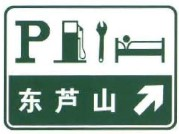
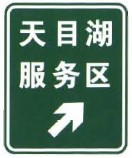
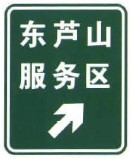
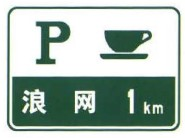
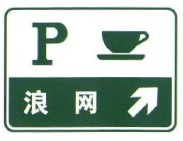
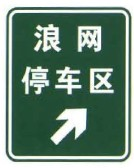
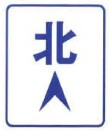
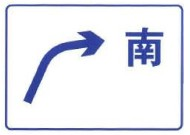
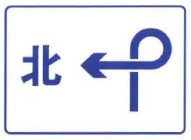
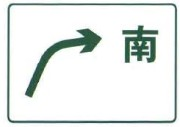
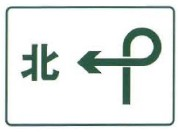

### 已廢止的標誌

停车让行 (-1999)